# 詹姆斯·巴斯克特
詹姆斯·巴斯克特（英語：James Baskett，1904年2月6日—1948年7月9日），美国演员，以出演1946年电影《南方之歌》中的雷摩大叔，并演唱“Zip-a-Dee-Doo-Dah”而知名。该曲获得1947年奥斯卡最佳原创歌曲奖。而巴斯克特本人也获得了1948年的奥斯卡荣誉奖，成为有史以来第一个获得奥斯卡奖的非裔美国人。

## 外部連結
- 詹姆斯·巴斯克特在互联网电影资料库（IMDb）上的資料（英文）
- 互聯網百老匯資料庫（IBDB）上詹姆斯·巴斯克特的資料（英文）
- 在Find a Grave上的詹姆斯·巴斯克特
- 詹姆斯·巴斯克特在时光网上的簡介（简体中文）